# آبشار رود آباشا
آبشار رود آباشا (به لاتین: River Abasha Waterfall Natural Monument) یک آبشار و منطقه حفاظت‌شده در گرجستان است.